# Szent Donát
Arezzói Szent Donát (latinul: Donatus), (? – 362. augusztus 7.) számos borvidék védőszentje. Ünnepnapja: augusztus 7. Különösen az elemi károk (villámcsapás, jégeső) ellen fohászkodnak hozzá. Kultusza a rajnai borvidéken a legerőteljesebb, de Magyarországon is vannak hagyományai. Szobrát főként a szabadban, utak mentén állították fel; helyenként sokalakos Mária-oszlopokon vagy Szentháromság-emlékeken szerepel.

## Története, legendája
Donát ókeresztény püspök volt, aki a közép-itáliai Arezzo püspökeként 362-ben szenvedett mártírhalált.  Legendája  szerint Donát kezéből egy mise alkalmával a pogányok kiütötték a szent kelyhet, ami a földre esett és darabokra tört. Donát összeszedte a kehely szilánkjait, szomorúan az oltárra helyezte, majd  imádkozni kezdett. A kehely darabjai rövidesen  összeforrtak és Donát kezében ismét eggyé váltak. Amikor 1652-ben ereklyéit Rómából a Rajna-vidéki Münstereifel városába vitték; a kísérő papot villámcsapás érte, ám semmi bántódása nem esett. 

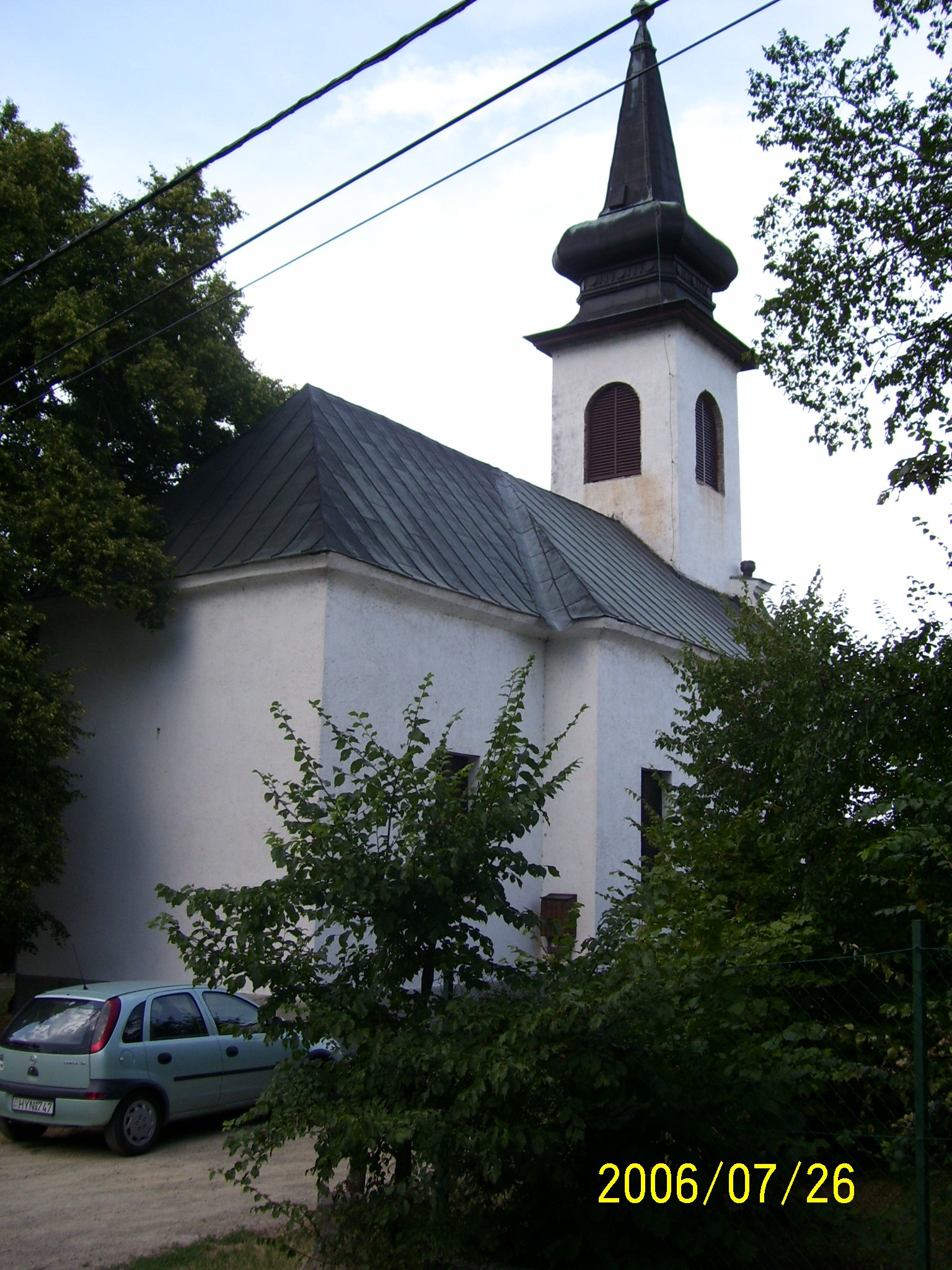
A Szent Donát-kápolna Dunabogdányban

## Kultusza Magyarországon
Hazánkban is számos városban találkozunk a szent kultuszával. Budán 1724-ben Szent Donátot választották a város védőszentjévé. Egerben a jégeső és a mennydörgés elkerülése érdekében fohászkodnak hozzá. 
A szőlőművelő polgárság kérelmére Székesfehérvárott, a város középkor óta művelt szőlőhegyén, az Öreghegyen 1733-ban építették fel a Szent Donát-kápolnát, amelyhezhagyományosan minden Donát-napon körmeneten vonultak a város szőlőgazdái.
A XVIII. század elején Kolozsváron a szőlőkkel borított Hója hegyvonulatra barokk Szent Donát-szobrot állítottak, mely máig fennmaradt. Erről kapta nevét a Donát út, majd az egész negyed.
A Felsőcsallóközi Gútor községben 1770-ben állítottak oszlopra Szent Donát szobrot, azóta a falu védőszentjeként tisztelik, és egyházi ünnepe utáni vasárnap tartják a falu búcsúját is.
Pécs Nyugat-Mecsekoldali városrészének egy része Donátus névre hallgat. A Donátus környéke, ugyanúgy mint a város teljes mecsekoldali része, szőlőtermesztéséről volt ismert az elmúlt évszázadokban. A '60-as évektől kezdve a környék egyre jobban beépült, a szőlőültetvényeket mára – kevés kivétellel – teljesen felszámolták.